# Char Aznable
Char Aznable (jap. シャア・アズナブル Shaa Azunaburu) – fikcyjna postać z serii anime Gundam. Jest jednym z ważniejszych ludzi występujących w uniwersum UC (Wieku Kosmicznego), a także jedną z najważniejszych postaci w historii japońskiej animacji. Char to główny antagonista w serialu Kidō Senshi Gundam. Pojawia się także w sequelu – Zeta Gundam, a także w filmie Kidō Senshi Gundam: Odwet Chara. Doczekał się kilku „sobowtórów” w całej sadze. Najbardziej zasłynął jako śmiertelny rywal Amuro Raya i pilot mobili Syjonu.
We wszystkich produkcjach głosu użycza mu Shūichi Ikeda.

## Charakterystyka
Char jest blondynem, ma niebieskie oczy, które często zasłania (szczególnie w Pierwszym Gundamie). Należy do tzw. Newtypów – ludzi o ogromnych zdolnościach psychicznych. W pierwszej serii ma 20 lat, 175 cm wzrostu i nosi na sobie maskę. Zawsze ubiera się na czerwono (jest to jego ulubiony kolor, ponadto większość maszyn, które pilotuje są zwykle pomalowane na czerwono). Maskę nosi żeby ukryć swoją prawdziwą tożsamość przed rodziną Zabi, która w przeszłości zabiła mu ojca.
W Zecie Char ma 27 lat i 180 wzrostu, zapuścił włosy, a hełm zastąpił ciemnymi okularami. Tutaj nosi je także dla ukrycia tożsamości przed członkami AEUG i Karaby, którzy składają się w większości z dawnych członków Federacji.
W "Odwecie" ma 33 lata. Skrócił włosy i poza tym nie nosi już zasłony na oczy, ponieważ stał się przywódcą Syjonu.
Jest to pilot najwyższej klasy a zarazem trudny przeciwnik.

## Życiorys
Urodził się w 0059UC jako Casval Rem Deikun (jap. キャスバル・レム・ダイクン Kyasubaru Remu Daikun) jako syn Syjona Deikuna oraz brat Artesii Som Deikun (znanej jako Sayla Mass). Kiedy w 0068UC Syjon Deikun umiera, przekazał władzę swojemu współpracownikowi Degwinowi Zabi. Casval podejrzewa od tamtej chwili, że Zabi maczał palce w śmierć jego ojca. Krótko po śmierci Syjona, Casval i Artesia zostali wysłani na Ziemię aby uciec przed potencjalną śmiercią. Zaopiekował się nimi arystokrata Teabolo Mass, który również zmienił im nazwiska. Casval zmienił nazwisko na Edward Mass (jap. エドワード・マス Edowādo Masu), Artesia stała się Saylą. Pozostając pod opieką Massa, Casval spotkał Chara Aznable'a, chłopaka, który wyglądał tak samo jak on, różnił się tylko kolorem oczu. Chara dotknęła syjońska propaganda więc dołączył do ich wojsk, zaś Casval postanowił go śledzić. Kiedy Char ginie, Casval przejął jego nazwisko, jednak musiał zasłaniać oczy.

### Pierwszy Gundam
Podczas Wojny Jednorocznej Char wykazuje się nie tylko zdolnościami bojowym, ale także dowódczymi. Jest pierwszym dowódcą syjońskim przeciw któremu walczą członkowie "Białej Bazy".

### Zeta Gundam
Tym razem Char stoi po stronie dobrych. Dołączył do organizacji zwanej AEUG (czyt. eug, skrót od angielskiej nazwy Anti-Earth Union Group – Grupy Antyziemskiej), która miała na celu pokonanie Tytanów – elity Federacji, która doprowadziła ją o upadku, korupcji oraz licznych niegodnych czynów. Wiedząc, że wśród AEUG są dawni oficerowie Federacji, przyjął pseudonim Quattro Bajeena (クワトロ・バジーナ Kuwatoro Bajīna). Wraz z dwoma kolegami z AEUG, Char postanowił dokonać infiltracji przyjaznej Ziemi kolonii Green Noa i ukraść nową broń Tytanów – Gundama typ 2. Char kradnie jednego z tych robotów, zaś drugiego porywa niejaki Kamille Bidan – 15-latek z Green Noa, który wdał się w konflikt z Tytanami. W efekcie chłopak i Char dostają ultimatum – albo oddadzą Gundamy, albo rodzice Kamilla zginą. Char oddaje swoją Dwójkę, jednak jeden z pilotów Tytanów przypadkowo zabija matkę Kamilla. Rozpoczyna się wojna między Tytanami a przeciwnymi im partyzantkami – AEUG (w kosmosie) i Karabą (na Ziemi). Wojna ta zostaje nazwana "Konfliktem Gryps", ponieważ Tytani zmienili nazwę Green Noa na Gryps.
Char jest jednym z mentorów Kamilla. W tej serii jego główną maszyną jest MSN-00100 Hyaku Shiki. Podczas spotkania z Karabą przedstawia się jako Quattro Bajeena, jednak zostaje zdemaskowany przez Kaia Shidena, który później poinformował o tym Hayato. Stał się podkomendnym swoich dawnych wrogów z Wojny Jednorocznej. Podczas jednej z misji, Kamille został uratowany przez Amuro Raya. Kiedy Quattro wychodzi z kokpitu, Amuro jest zaskoczony jego obecnością. Obydwaj, jako śmiertelni wrogowie stanęli po tej samej stronie.
Kiedy dowódca AEUG – Blex Forer bierze udział w konferencji w Dakarze, Char jest jego ochroniarzem. W nocy po obradach Char znajduje w pokoju postrzelonego Blexa, który mianuje go głównodowodzącym AEUG i umiera. Char zostaje przywódcą partyzantki i w końcu pojął to, że ludzie z Ziemi jak i z kolonii mogą pójść na kompromis i żyć razem. Bright Noa powiedział mu żeby przestał używać pseudonimu i został przywódcą wszystkich mieszkańców kosmosu. Char bierze udział w konferencji w Dakarze, gdzie wygłasza przemówienie w którym przedstawił historię kolonii, poglądy swojego ojca, a także pokazał to co robią Tytani. Dzięki niemu Ziemianie przekonali się o złu jakie wyrządzali członkowie skorumpowanych elit Federacji.
W międzyczasie AEUG postanawia znaleźć sojusznika w syjońskim ruchu zwanym Osią, którym dowodzi Haman Karn. Ich celem jest przywrócenie rodu Zabi na tron poprzez koronację ostatniego członka dynastii – Minevy Zabi, która wówczas miała 7 lat. Char, Kamille, Bright i kilku innych członków AEUG postanowiło porozmawiać z Minevą i Haman o połączeniu sił, jednak Char ze względu na swoje złe stosunki z Haman wywołał kolejne zamieszanie, które doprowadziło AEUG do nowej wojny – tym razem z połączonymi siłami Osi i Tytanów. Char w ostatnim odcinku wdaje się w walkę z Haman na mobile. Niestety przegrywa i wszyscy myślą, że zginął, jednak przeżył. Świadczy o tym scenka pod koniec ostatniego odcinka Zety – wrak Hyaku Shiki ma otwarty kokpit co oznacza, że uciekł.
Char nie pojawia się w Gundam ZZ, choć Tomino planował, że będzie głównym bohaterem.

## Maszyny pilotowane przez Chara
Char jako znakomity pilot zasiadał za sterami wielu maszyn, zarówno syjońskich jak i ziemskich. Warto nadmienić, że prawie wszystkie maszyny, które pilotował są specjalnie dla niego pomalowane na czerwono. Wyjątkiem jest Hyaku Shiki, który był koloru złotego.

### W Pierwszym Gundamie
- MS-06F Zaku 2
- MS-06S Zaku 2 Dowódca (w kolorze czerwonym)
- MS-14S Gelgood Dowódca
- MS-07S Z'Gok Dowódca
- MSN-02 Zeong

### W Zeta Gundam
- RMS-099 Rick Dias
- MSN-00100 Hyaku Shiki (główna maszyna)

### W Odwecie Chara
- MSN-04 Sazabi